# Symba Smith
Symba Smith, född 6 juli 1970 i Gulfport, Mississippi, är en amerikansk fotomodell och skådespelare.

## Filmografi (urval)
- 1993 – Den siste actionhjälten (ej krediterad)
- 1994 – Nakna pistolen 33⅓: Den slutgiltiga förolämpningen (ej nämnd i eftertexterna)
- 1994 – Snuten i Hollywood III
- 1996 – Het sand (TV-serie) (två avsnitt)
- 1997 – L.A. konfidentiellt
- 2004 – CSI: New York (TV-serie) (ett avsnitt)
- 2006 – Dexter (TV-serie) (ett avsnitt)